# Fejervarya triora
Fejervarya triora är en groddjursart som beskrevs av Stuart, Chuaynkern, Chan-ard och Robert F. Inger 2006. Fejervarya triora ingår i släktet Fejervarya och familjen Dicroglossidae. IUCN kategoriserar arten globalt som otillräckligt studerad. Inga underarter finns listade i Catalogue of Life.